# Bergewöhrden
Bergewöhrden est une commune de l'arrondissement de Dithmarse, dans le Land du Schleswig-Holstein.

## Géographie
Bergewöhrden se situe sur l'Eider.